# Melvil Dewey

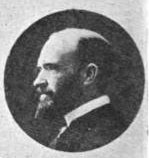
Melvil Dewey

Melville Louis Kossuth Dewey (Adams Center (New York), 10 december 1851 – Lake Placid (Florida), 26 december 1931) was de uitvinder van het systeem van Dewey Decimale Classificatie voor bibliotheekindeling.

## Levensloop
Dewey studeerde aan Amherst College, waar hij toen hij aan het werk was als assistent bibliothecaris een systeem opzette om boeken te classificeren en te catalogiseren door middel van nummers.
Hij verhuisde naar Boston waar hij het tijdschrift Library Journal oprichtte, dat een invloedrijke factor werd in de ontwikkeling van bibliotheken in de Verenigde Staten.
In 1883 werd hij bibliothecaris van Columbia College, en het jaar daarna richtte hij de Columbia School of Library Economy op, de eerste bibliothecarisopleiding. Deze school verhuisde naar Albany (New York) in 1890, waar hij heropgericht werd als de New York State Library School. Van 1888 tot 1906 was hij directeur van de New York State Library en van 1888 tot 1900 secretaris van de University of the State of New York. Hij reorganiseerde de bibliotheek van deze staat volledig en maakte deze een van de efficiëntste in de Verenigde Staten, en voerde een systeem van reizende collecties in. In 1890 hielp hij de eerste state library association - the New York Library Association (NYLA) - op te richten en hij was hiervan de eerste voorzitter, van 1890-1892.
Hij overleed aan een hersenbloeding in Lake Placid, Florida, tweede kerstdag 1931.

## Werk
Dewey was een pleitbezorger van het metrische systeem en spellingshervorming van de Engelse taal. Hij was onder andere verantwoordelijk voor de "Amerikaanse" spelling van het woord Catalog (in tegenstelling tot het Britse Catalogue). Hij overwoog zijn eigen naam van Melville Louis Kossuth Dewey te veranderen in eenvoudig Melvil Dui.
Hij subsidieerde tijdschriften over de kunsttaal Ro.
Dewey's persoonlijke zienswijzen zou men tegenwoordig als racistisch en seksistisch beoordelen. Zelfs in zijn eigen tijd werd zijn carrière negatief beïnvloed door zijn antisemitische houding; zijn rol in de American Library Association werd beknot door zijn te familiaire houding naar vrouwen.